# Zentrum für Sonnenenergie- und Wasserstoff-Forschung Baden-Württemberg
Das Zentrum für Sonnenenergie- und Wasserstoff-Forschung Baden-Württemberg (ZSW) ist ein Forschungsinstitut, das angewandte Forschung vor allem auf dem Gebiet der Lithium-Ionen-Batterien, Brennstoffzellen und Solarzellen sowie Politikberatung und Energiewende-Monitoring für das Land Baden-Württemberg und das Bundesministerium für Wirtschaft und Energie betreibt. Die sechs zentralen Forschungsfachgebiete umfassen Photovoltaik, Regenerative Kraftstoffe, Batterien, H2 und Brennstoffzellen, Systemanalyse, Netzintegration und Mobilität.

## Geschichte und Organisation
Das ZSW wurde 1988 als gemeinnützige Stiftung bürgerlichen Rechts von den Universitäten Stuttgart und Ulm, dem Deutschen Zentrum für Luft- und Raumfahrt (DLR), dem Land Baden-Württemberg mit den Ministerien für Wirtschaft und Wissenschaft und einigen Unternehmen gegründet. Der Sitz des ZSW ist in Stuttgart und Ulm. Das ZSW hat rund 280 Mitarbeiter sowie weitere 100 studentische und wissenschaftliche Hilfskräfte. Geleitet wird das Institut von Frithjof Staiß, Michael Powalla und Markus Hölzle.
Neubauten für das ZSW: Im Jahr 2014 wurde in Ulm ein Erweiterungsbau für eine Forschungsproduktionslinie errichtet. Im Jahr 2017 fand in Stuttgart der Umzug in den Neubau der Zentrale des ZSW an der Meitnerstraße 1 im Step-Areal, dem Stuttgarter Engineering Park, zwischen Universitätsgelände und Österfeld statt.
Am 15. Oktober 2018 feierte das ZSW im Haus der Wirtschaft sein 30-jähriges Institutsjubiläum. Am 24. Januar 2019 wurde das ZSW für sein nachhaltiges Institutsgebäude in Stuttgart vom Umweltministerium Baden-Württemberg als „Ort voller Energie“ ausgezeichnet.

## Forschungsaktivitäten
Die Forschungsschwerpunkte des ZSW sind:
- Photovoltaische Materialforschung und -entwicklung insbesondere für Photovoltaik-Dünnschichttechnologien.[2][9] Auf dem Gebiet der CIGS-Dünnschicht-Technologie stellt das ZSW im Sommer 2016 einen neuen Weltrekord bei Dünnschicht-Solarzellen mit einem mit Wirkungsgrad von 22,6 Prozent auf.[10]
- Systementwicklung für Photovoltaik-Anwendungen[2][9]
- Wasserstofftechnologie[2][9]
- Elektrochemische Energiewandlung und -speicherung[2][9]
- Brennstoffzellenentwicklung und -herstellung[2][9]
- Regenerative Kraftstoffe und Verfahrenstechnik[2][9]
- Modellierung und Simulation[2][9]
- Energiewirtschaftliche Systemanalyse[2][9]

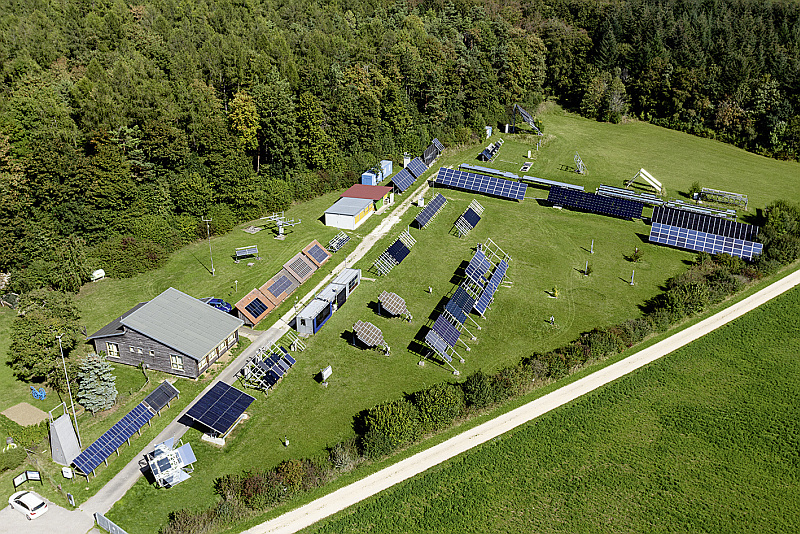
Solar-Testfeld Widderstall bei Merklingen

Unter anderem betreibt das ZSW mehrere Forschungsanlagen:
- Bei Merklingen verfügt das ZSW seit 1989 über das Solar-Testfeld Widderstall.[11][12]
- Im Oktober 2012 nahm das ZSW die mit einer Anschlussleistung von 250 kW zum damaligen Zeitpunkt weltgrößte Power-to-Gas-Anlage zur Produktion von Methan in Betrieb; sie dient als Versuchsanlage zur Lösung des Problems der Speicherung überschüssigen Ökostroms.[13]

Die Forschung im Bereich der Speicherung von überschüssiger Energie in Form von Erdgas findet in Zusammenarbeit mit dem Fraunhofer-Institut für Windenergie und Energiesystemtechnik IWES statt. Die Forschungsaktivitäten im Bereich Power to Gas erweckte in den Jahren 2011 und 2012 ein breites mediales Interesse.
Bereits Ende der 1980er Jahre wurde am ZSW über Wasserstoff als Kraftstoff für Fahrzeuge geforscht. Die Zeit bezeichnete damals Baden-Württemberg als führend in der Erforschung der Wasserstofftechnologie, die Gründung des ZSW sei erfolgt, um die Kompetenzen des Bundeslandes zu bündeln.
Die 2006 bei Würth Solar in Betrieb gegangene weltgrößte Fabrik für Dünnschicht-Solarzellen ist, ausgehend von Grundlagenerkenntnissen der Universität Stuttgart, durch das ZSW zur Produktionsreife entwickelt worden.

## Mitgliedschaften
Das ZSW ist Mitglied im ForschungsVerbund Erneuerbare Energien (FVEE), dem Windenergie Forschungsnetzwerk Süd (WindForS) und in der Innovationsallianz Baden-Württemberg (innBW). Außerdem ist das ZSW Mitglied in der Arbeitsgruppe Erneuerbare Energien-Statistik (AGEE-Stat) von Bundeswirtschaftsministerium und Bundesumweltministerium, sowie Partner der Strategieplattform Power to Gas der Deutschen Energie-Agentur (dena).
Weitere Mitgliedschaften:
- AG Energiebilanzen e. V. (AGEB)
- Arbeitskreis Kohlenstoff der Deutschen Keramischen Gesellschaft e. V. (AKK)
- Allianz Bauwerkintegrierte Photovoltaik e. V. (Allianz BIPV)
- Bundesverband Energiespeicher e. V. (BVES)
- Clean Power Net (CPN)
- Deutsche Wissenschaftliche Gesellschaft für Erdöl, Erdgas und Kohle e. V. (DGMK)
- Deutscher Wasserstoff- und Brennstoffzellen-Verband (DWV)
- The Electrochemical Society (ECS)
- European Energy Research Alliance (EERA)
- Europäische Forschungsgesellschaft Dünne Schichten e. V. (EFDS)
- European Renewable Energy Centres Agency (EUREC)
- Gesellschaft Deutscher Chemiker (DGCh)
- Hydrogen Europe
- Kompetenznetzwerk Lithium-Ionen-Batterien (KLiB)
- DWV-Fachkommission performing energy (performing energy)
- Smart Grids-Plattform Baden-Württemberg e. V. (SmartGridsBW)
- Solar Cluster Baden-Württemberg e. V. (Solar Cluster)
- Stuttgart Research Initiative on Integrated Systems Analysis for Energy (STRise)
- Ulmer Initiativkreises nachhaltige Wirtschaftsentwicklung e. V. (UNW)
- Arbeitsgemeinschaft Brennstoffzellenforum im VDMA (VDMA)
- Weiterbildungszentrum Ulm für Innovative Energietechnologien e. V. (WBZU)
- Zentrum für Energieforschung Stuttgart (ZfES)

## Literatur

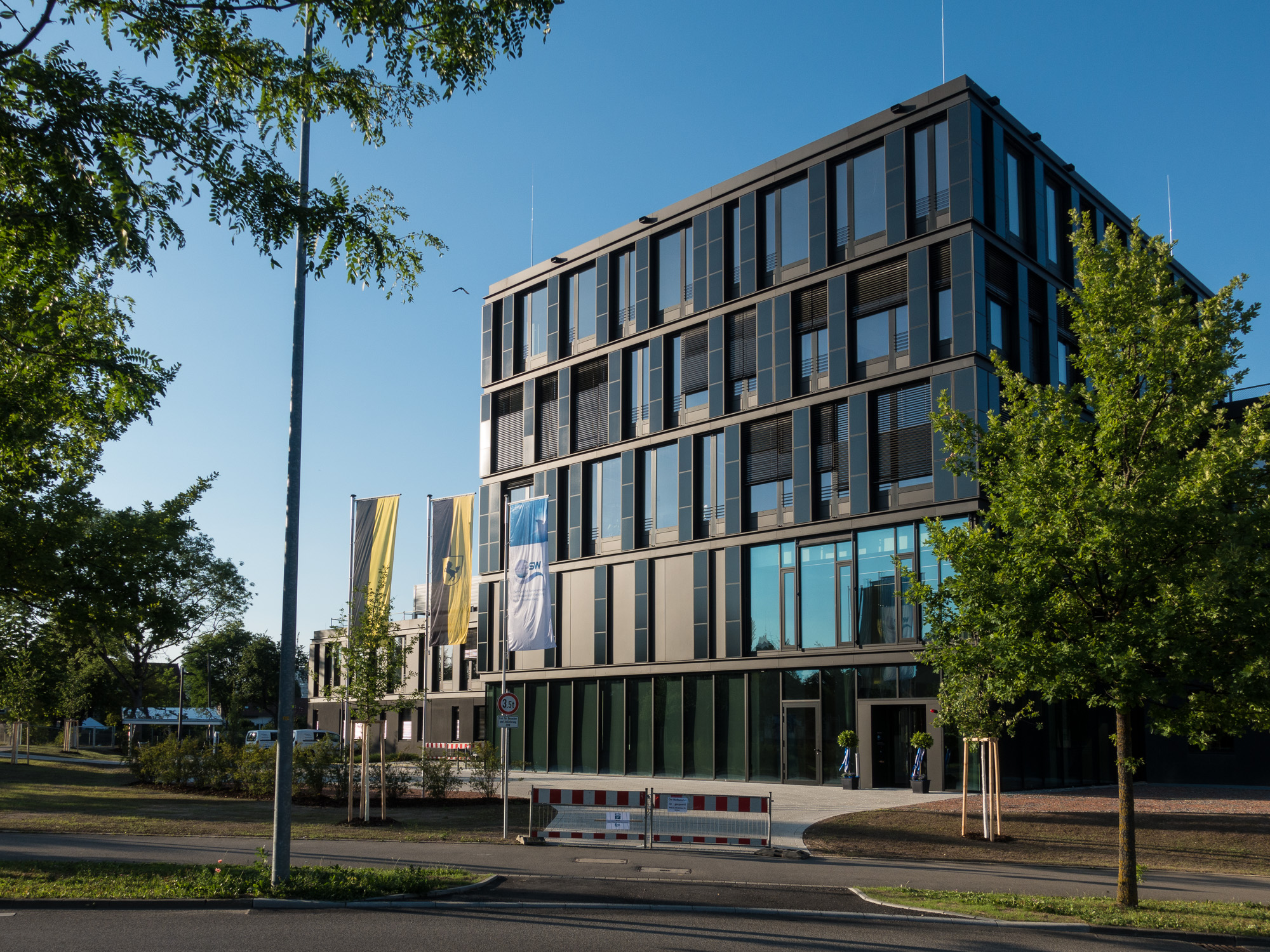
Institutsgebäude des ZSW in Stuttgart

## Weblinks

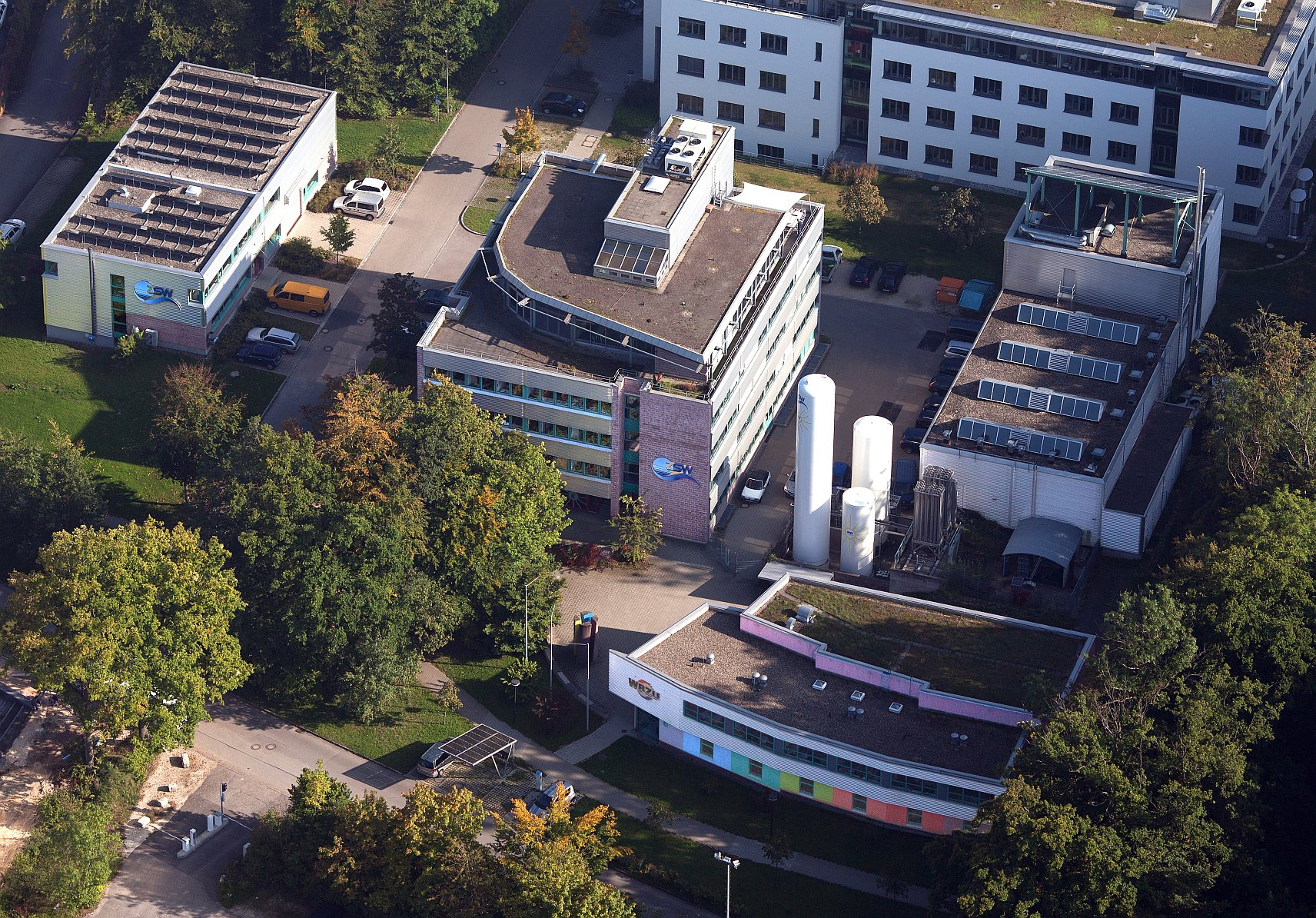
Hauptgebäude des ZSW mit dem Geschäftsbereich Elektrochemische Energietechnologien in Ulm.

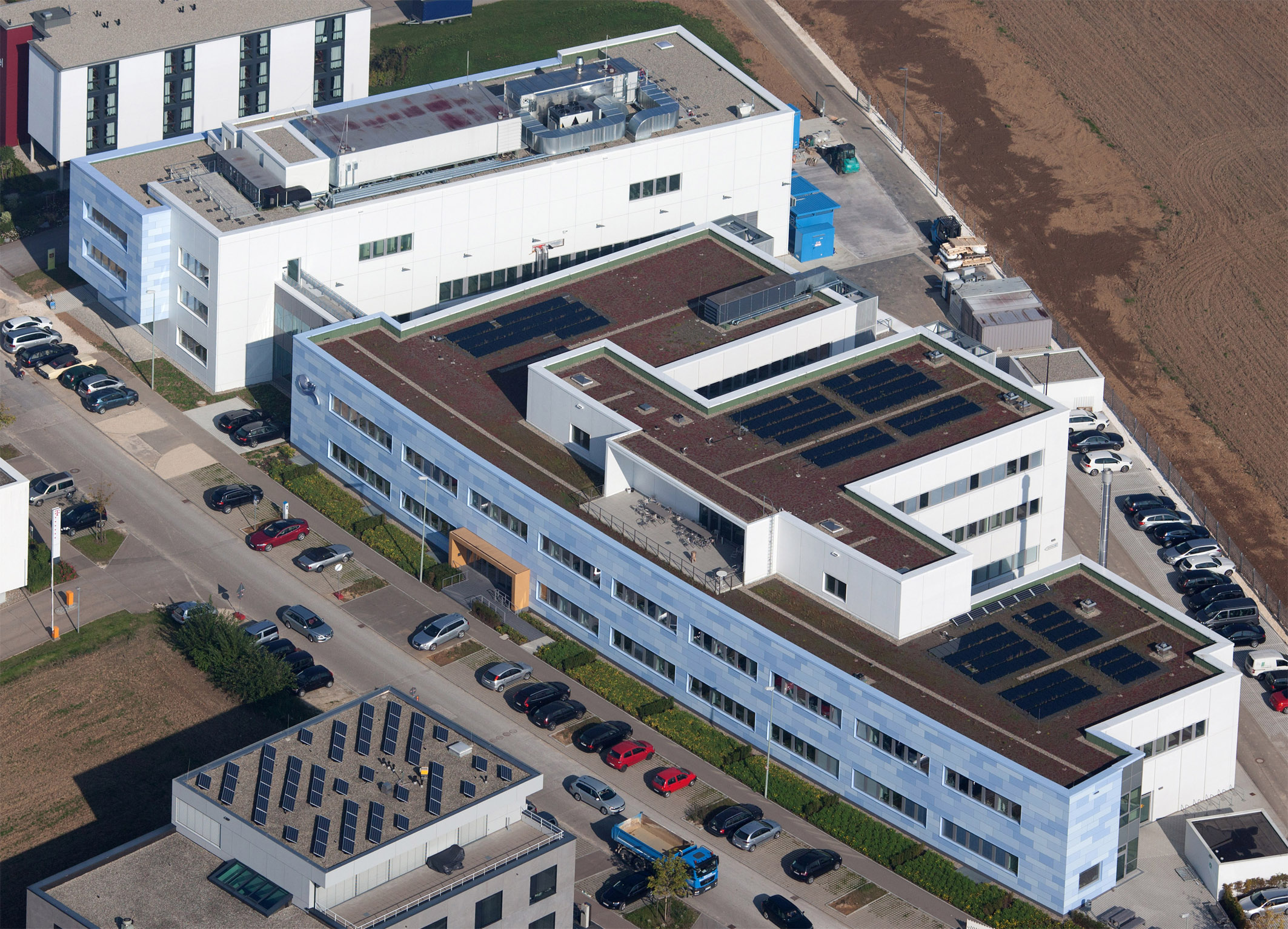
ZSW Labor für Batterietechnologie (eLaB) des ZSW in Ulm